# Azeri in Armenia
Gli azeri in Armenia (in azero Ermənistan azərbaycanlıları or Qərbi azərbaycanlılar, "azeri occidentali") erano una volta la più grande minoranza etnica del paese, ma sono allo stato attuale assenti dal 1988-1991, quando la gran parte della comunità è fuggita dal paese o è stata espulsa a causa della prima guerra del Nagorno Karabakh e del conflitto in corso tra Armenia e Azerbaigian. L'Alto commissariato delle Nazioni Unite per i rifugiati stima che l'attuale popolazione azera in Armenia sia compresa tra le 30 e le poche centinaia di persone, la maggior parte delle quali vive in zone rurali ed è membro di coppie miste (per lo più matrimoni misti), nonché anziani o malati. Si ritiene che la maggior parte di loro abbia cambiato nome per mantenere un basso profilo ed evitare discriminazioni.

## Storia

### Dominio pre-russo

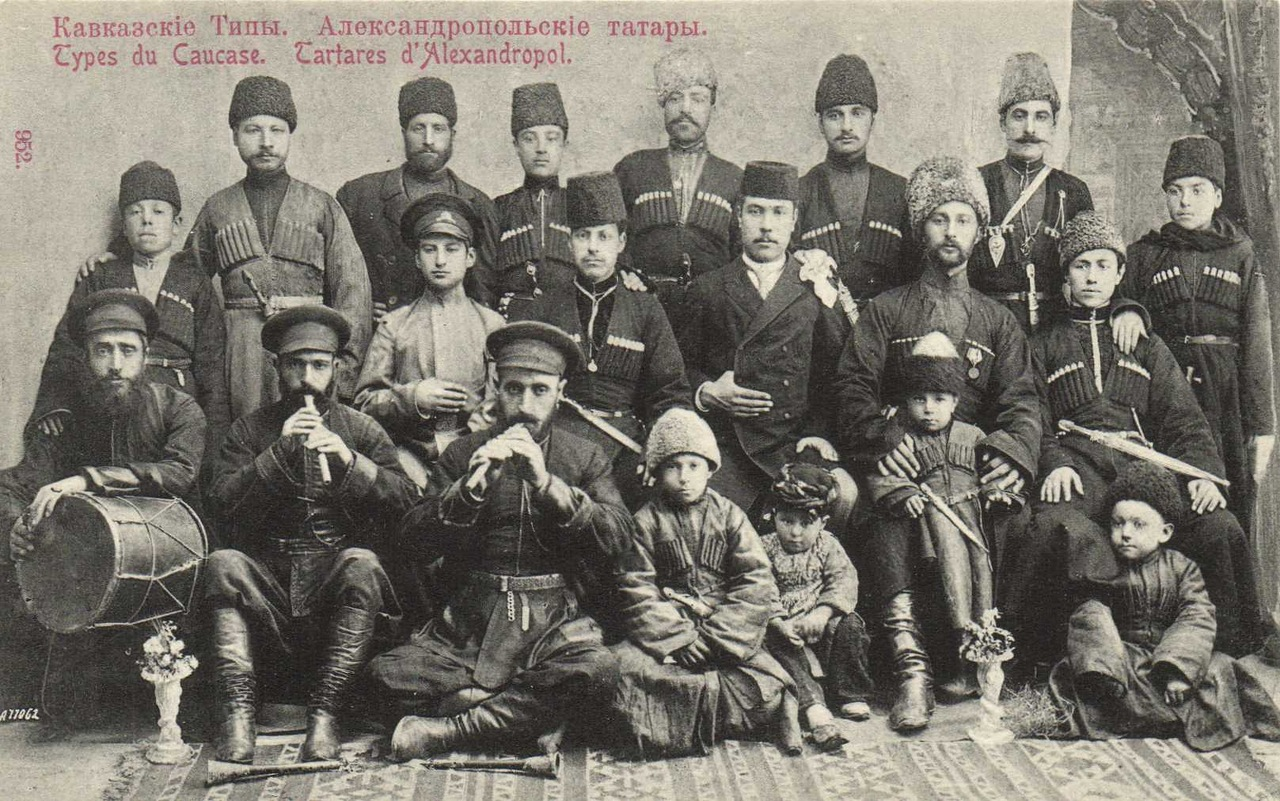
Tartari (popolo azero) provenienti da Alessandropoli, l'odierna Gyumri). Cartolina dell'Impero russo.

Dopo le conquiste selgiuchidi nel X secolo, la massa delle tribù turche oghuz attraversò l'Amu Darya verso ovest, lasciando l'altopiano iranico, che rimase ai persiani, e si stabilì più a ovest, in Armenia, Caucaso e Anatolia. Qui si divisero in ottomani, che erano sunniti e crearono insediamenti, e turcomanni, che erano nomadi e in parte sciiti (precisamente aleviti), divenendo gradualmente sedentari e assimilandosi alla popolazione locale.
Fino alla metà del XIV secolo, gli armeni costituivano la maggioranza nell'Armenia orientale. Alla fine del XIV secolo, dopo le campagne di Tamerlano che sterminarono la popolazione locale, l'Islam divenne la fede dominante e gli armeni divennero una minoranza nell'Armenia orientale. Dopo secoli di continue guerre sull'altopiano armeno, molti armeni scelsero di emigrare e stabilirsi altrove. In seguito al massiccio trasferimento di armeni e musulmani da parte di Shah Abbas I nel 1604-05, il loro numero diminuì ulteriormente.
Circa l'80% della popolazione dell'Armenia iraniana era musulmana (persiani, turchi e curdi) mentre gli armeni cristiani costituivano una minoranza di circa il 20%. A seguito del Trattato di Golestan (1813) e del Trattato di Turkmenchay (1828), l'Iran fu costretto a cedere ai russi l'Armenia iraniana (che costituiva anche l'attuale Repubblica di Armenia).

### Dominio russo

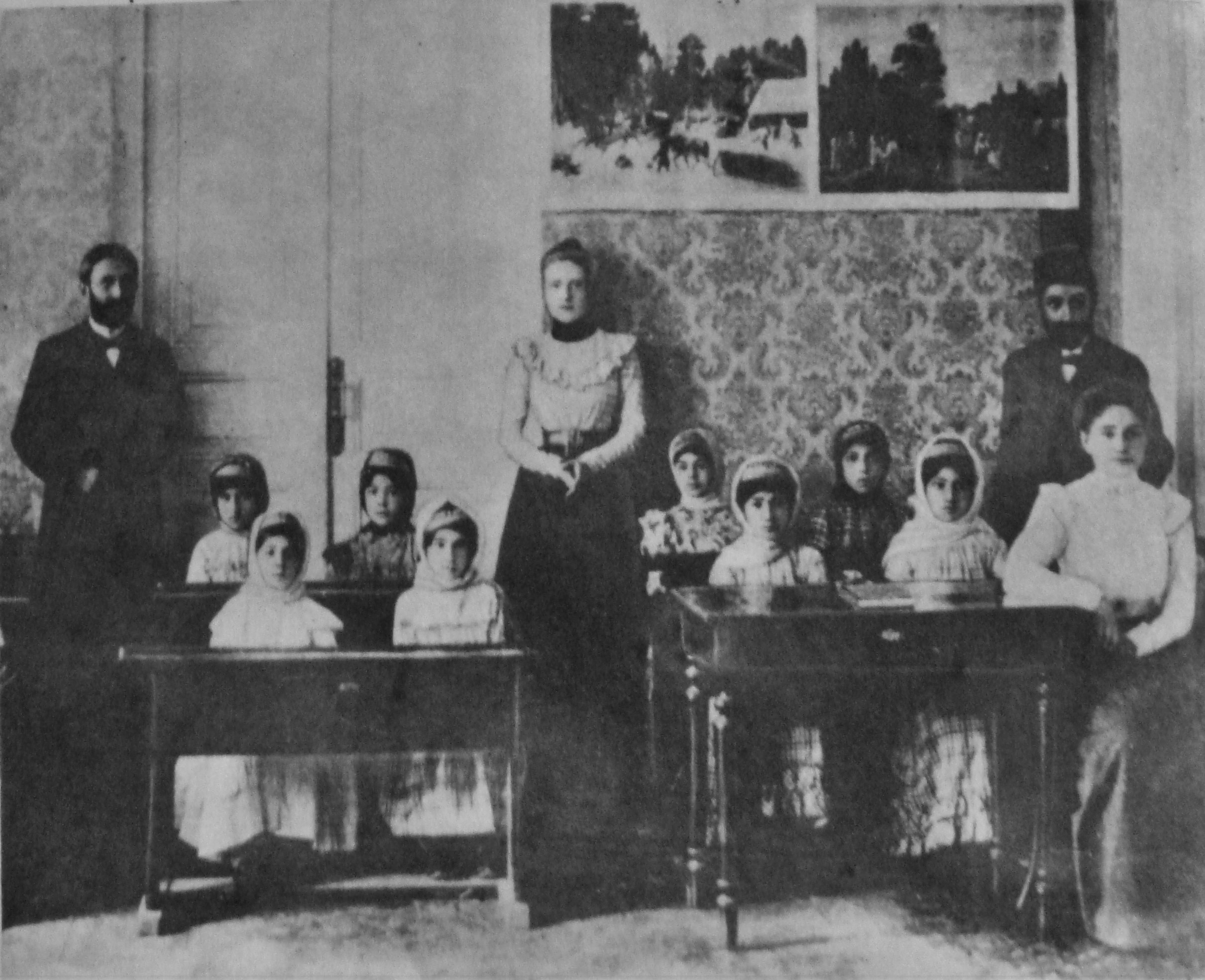
Il personale e gli studenti della scuola russo-musulmana per ragazze di (1902)

Dopo che l'amministrazione russa si impossessò dell'Armenia iraniana, la composizione etnica cambiò e di conseguenza, per la prima volta in più di quattro secoli, gli armeni di etnia armena iniziarono a formare nuovamente la maggioranza in una parte dell'Armenia storica. La nuova amministrazione russa incoraggiò l'insediamento di armeni etnici dall'Iran vero e proprio e dalla Turchia ottomana. Nel 1832, il numero di armeni etnici era pari a quello dei musulmani. Tuttavia sarebbe stato solo dopo la guerra di Crimea e la guerra russo-turca del 1877-1878, che portò un altro afflusso di armeni turchi, che gli armeni di etnia armena stabilirono ancora una volta una solida maggioranza nell'Armenia orientale. La città di Erivan (l'attuale Yerevan) rimase a maggioranza musulmana fino al XX secolo. Secondo il viaggiatore HFB Lynch, la città era circa il 50% armena e il 50% musulmana (azeri e persiani) all'inizio degli anni 1890.
Secondo il Dizionario Enciclopedico Brockhaus ed Efron, all'inizio del XX secolo una popolazione significativa di azeri viveva ancora nell'Armenia russa. Si contano circa 300.000 persone, il 37,5% nel governatorato russo di Erivan (che corrisponde approssimativamente alla maggior parte dell'attuale Armenia centrale, alla provincia turca di Iğdır e all'exclave di Nakhchivan dell'Azerbaigian).

La maggior parte viveva nelle zone rurali e si dedicava all'agricoltura e alla tessitura di tappeti. Formavano la maggioranza in quattro dei sette distretti del governatorato, compresa la stessa città di Erivan, dove costituivano il 49% della popolazione (rispetto al 48% costituito da armeni). Gli azeri costituivano anche la maggioranza in quelle che in seguito divennero le regioni di Sisian, Kafan e Meghri nella RSS armena (l'attuale provincia di Syunik, dell'Armenia, all'epoca parte del Governatorato di Elisabethpol). Tradizionalmente, gli azeri in Armenia erano quasi interamente musulmani sciiti, ad eccezione della regione di Talin, così come piccole sacche a Shorayal e intorno a Vedi, dove aderivano principalmente all'Islam sunnita. Il viaggiatore Luigi Villari riferì nel 1905 che ad Erivan gli azeri (a cui si riferiva come tartari) erano generalmente più ricchi degli armeni e possedevano quasi tutta la terra.

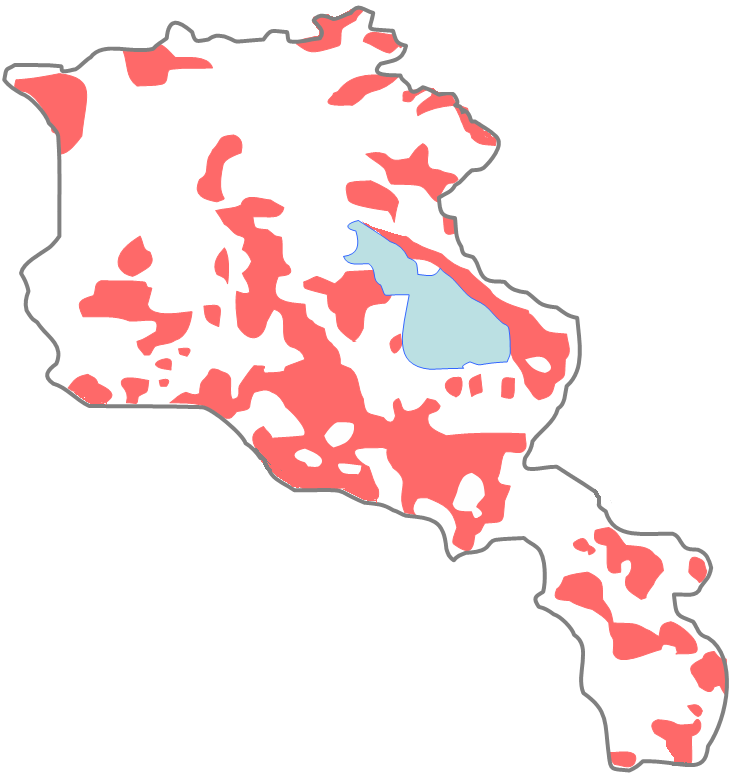
Distribuzione degli azeri nei confini moderni dell'Armenia, 1886–1890.
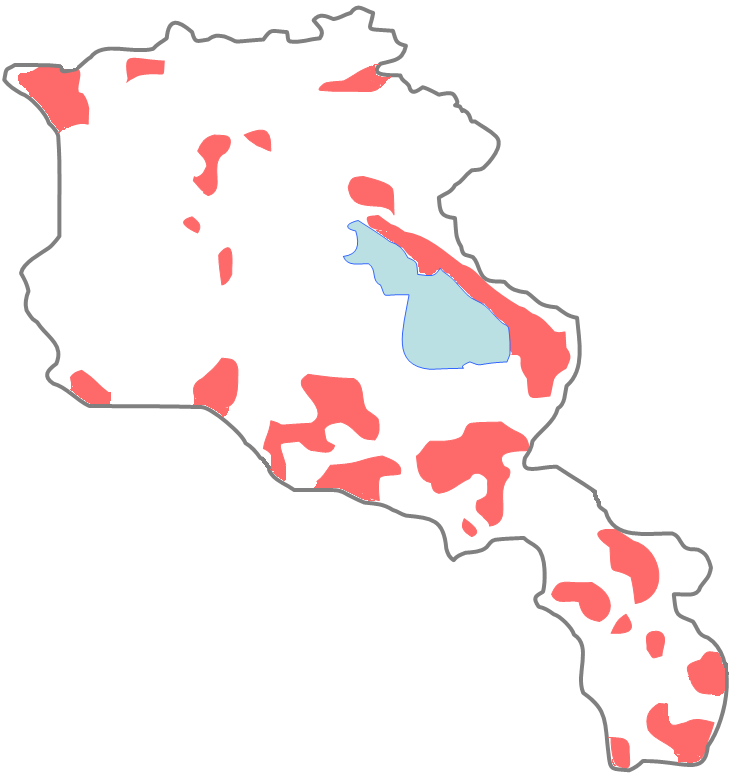
Distribuzione degli azeri nella RSS Armena, 1926.
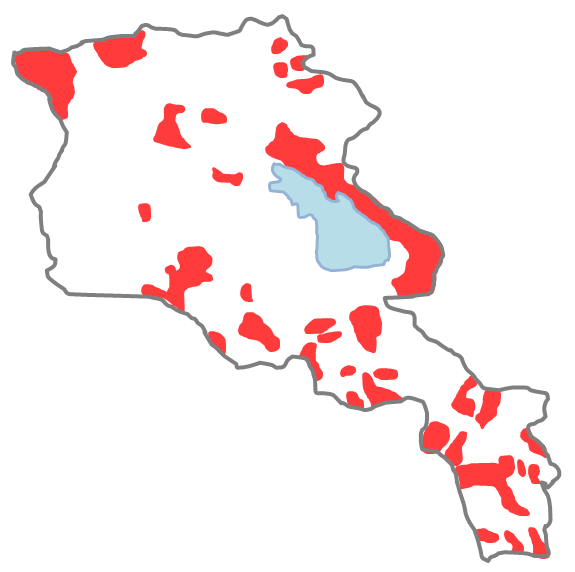
Distribuzione degli azeri nella RSS Armena, 1962.

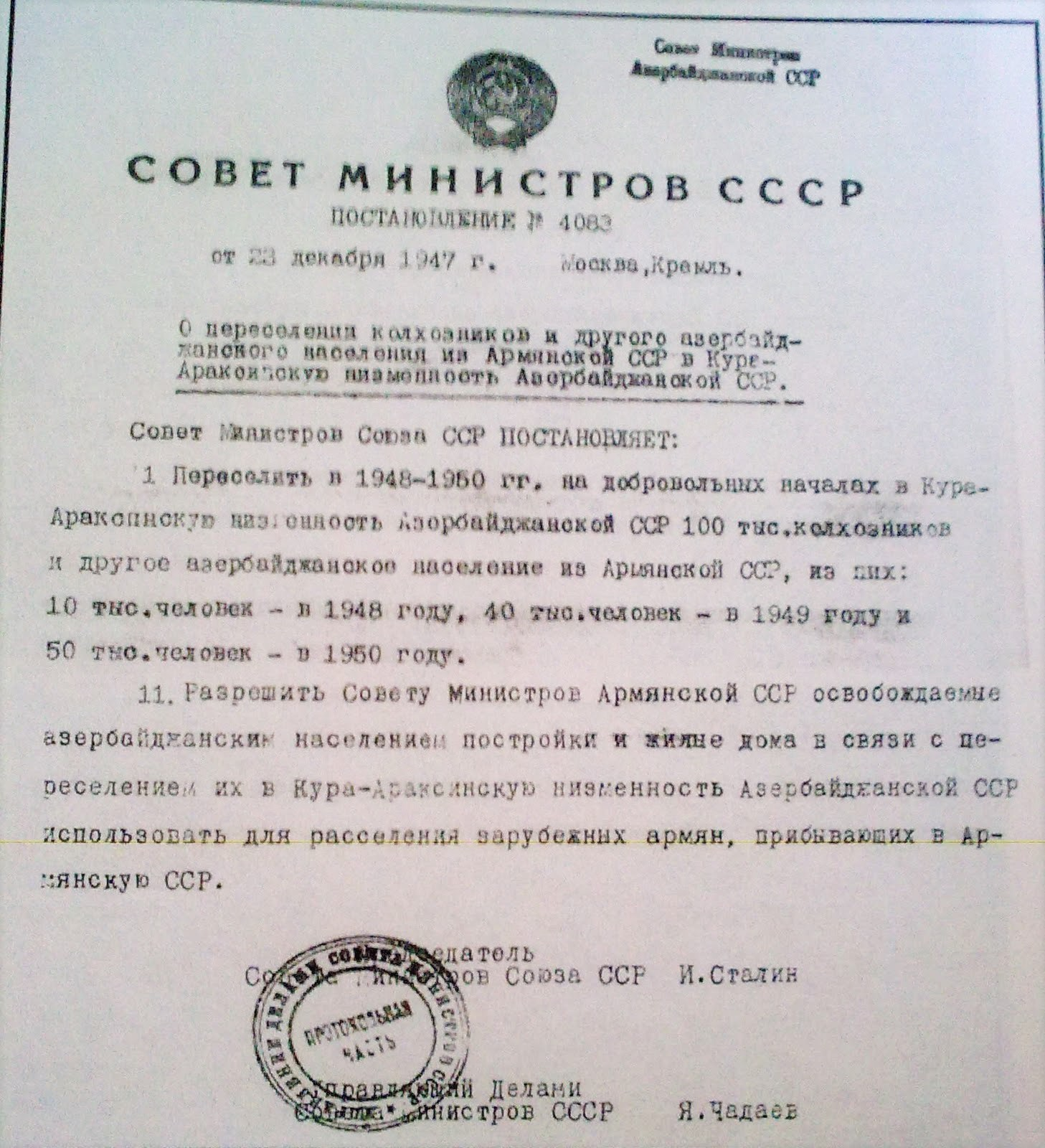
Stalin firmò un decreto che ordinava la deportazione degli azeri dalla RSS armena e la sostituzione degli armeni stranieri nelle loro case il 23 dicembre 1947.

Per gli azeri dell'Armenia, il XX secolo è stato un periodo di emarginazione, discriminazione, migrazioni di massa e spesso forzate che ha portato a cambiamenti significativi nella composizione etnica del paese, anche se erano riusciti a rimanere la più grande minoranza etnica fino al conflitto del Nagorno-Karabakh. Nel 1905-1907 il governatorato di Erivan divenne un'arena di scontri tra armeni e azeri, i quali, si ritiene fossero stati istigati dal governo russo per attirare l'attenzione dell'opinione pubblica sulla rivoluzione russa del 1905.

### Prima Repubblica di Armenia

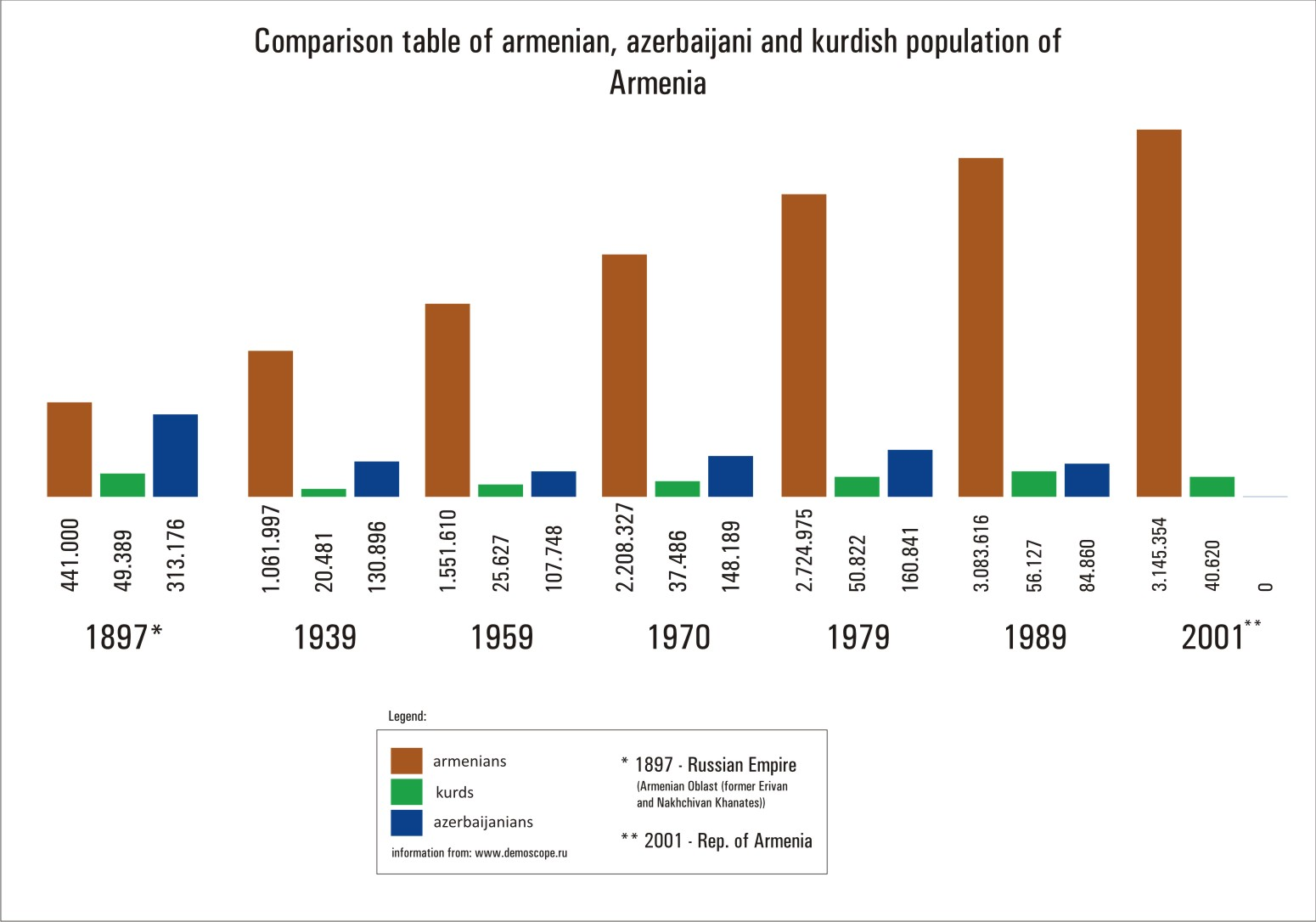
Tabella comparativa della popolazione armena, azera (blu) e curda dell'Armenia

Le tensioni aumentarono nuovamente dopo che sia l'Armenia che l'Azerbaigian divennero brevemente indipendenti dall'Impero russo nel 1918. Entrambi si scontrarono sulla posizione dei loro confini comuni. La guerra, unita all'afflusso di rifugiati armeni, provocò massacri diffusi di musulmani in Armenia costringendoli a fuggire sostanzialmente tutti in Azerbaigian. Andranik Ozanian e Rouben Ter Minassian furono delle figure particolarmente importanti nella distruzione degli insediamenti musulmani e nella pianificata omogeneizzazione etnica di regioni con una popolazione mista, popolandole con rifugiati armeni dalla Turchia. Ter Minassian, scontento del fatto che gli azeri in Armenia vivessero in terre fertili, condusse almeno tre campagne volte a ripulire gli azeri da 20 villaggi fuori Erivan, così come nel sud del paese. Secondo la storica francese (e nuora di Ter Minassian) Anahide Ter Minassian, per raggiungere i suoi obiettivi, usò intimidazioni e negoziazioni, ma soprattutto "fuoco e acciaio" e "i metodi più violenti per 'incoraggiare' i musulmani dell'Armenia "a partire".
Sebbene gli azeri fossero rappresentati da tre delegati in un parlamento armeno da 80 seggi (molto più modestamente degli armeni nel parlamento azero), furono universalmente presi di mira come "quinti editorialisti turchi". Nel suo rapporto del giugno 1919, Anastas Mikoyan affermò che "lo sterminio organizzato della popolazione musulmana in Armenia minacciava di portare l'Azerbaigian a dichiarare guerra [contro l'Armenia] da un momento all'altro". Secondo i rapporti britannici, circa 250 villaggi musulmani erano stati bruciati nel Caucaso orientale a seguito di una follia omicida avviata dalle unità armene guidate da Andranik Ozanian.

### Armenia sovietica
Relativamente pochi degli azeri sfrattati tornarono, poiché secondo il censimento della popolazione sovietica del 1926 vi erano solo 84.705 azeri che vivevano in Armenia, pari al 9,6% della popolazione. Nel 1939 il loro numero era aumentato a 131.896.
Nel 1947, Grigory Arutyunov, allora Primo Segretario del Partito Comunista dell'Armenia, riuscì a persuadere il Consiglio dei Ministri dell'URSS a emanare un decreto intitolato Misure pianificate per il reinsediamento dei lavoratori agricoli collettivi e altri azeri dalla RSS armena al pianura del Kura-Arax della RSS azera. Secondo il decreto, tra il 1948 e il 1951, la comunità azera in Armenia fu in parte soggetta a un "reinsediamento volontario"(chiamato da alcune fonti deportazione) nell'Azerbaigian centrale per far posto agli immigrati armeni dalla diaspora armena. In quei quattro anni circa 100.000 azeri furono deportati dall'Armenia. Ciò ridusse il loro numero in Armenia a 107.748 nel 1959. Nel 1979, gli azeri erano 160.841 e costituivano il 5,3% della popolazione dell'Armenia. La popolazione azera di Yerevan, che un tempo costituiva la maggioranza, scese allo 0,7% nel 1959 e ulteriormente allo 0,1% nel 1989.
La politica educativa sovietica garantiva la disponibilità di scuole con l'azero come lingua di insegnamento in Armenia. Nel 1979, tra i 160.841 azeri che vivevano in Armenia, l'armeno era parlato come seconda lingua da 16.164 (10%) e il russo da 15.879 (9,9%) (rispetto agli armeni in Azerbaigian, di cui l'8% conosceva l'azero e 43 % conosceva il russo).
Nel 1934-1944, l'eminente cantante Rashid Behbudov prima di diventare famoso in Azerbaigian, era un solista della Filarmonica di Yerevan e dell'Orchestra Jazz dello Stato Armeno. Nello stesso periodo, si esibì al Teatro Accademico Nazionale dell'Armenia dell'Opera e del Balletto. Il critico teatrale e cinematografico Sabir Rzayev, di etnia azera originaria di Yerevan, fu il fondatore degli studi cinematografici armeni e l'autore della prima e unica monografia relativa al cinema nell'Armenia sovietica.

## Conflitto del Nagorno-Karabakh

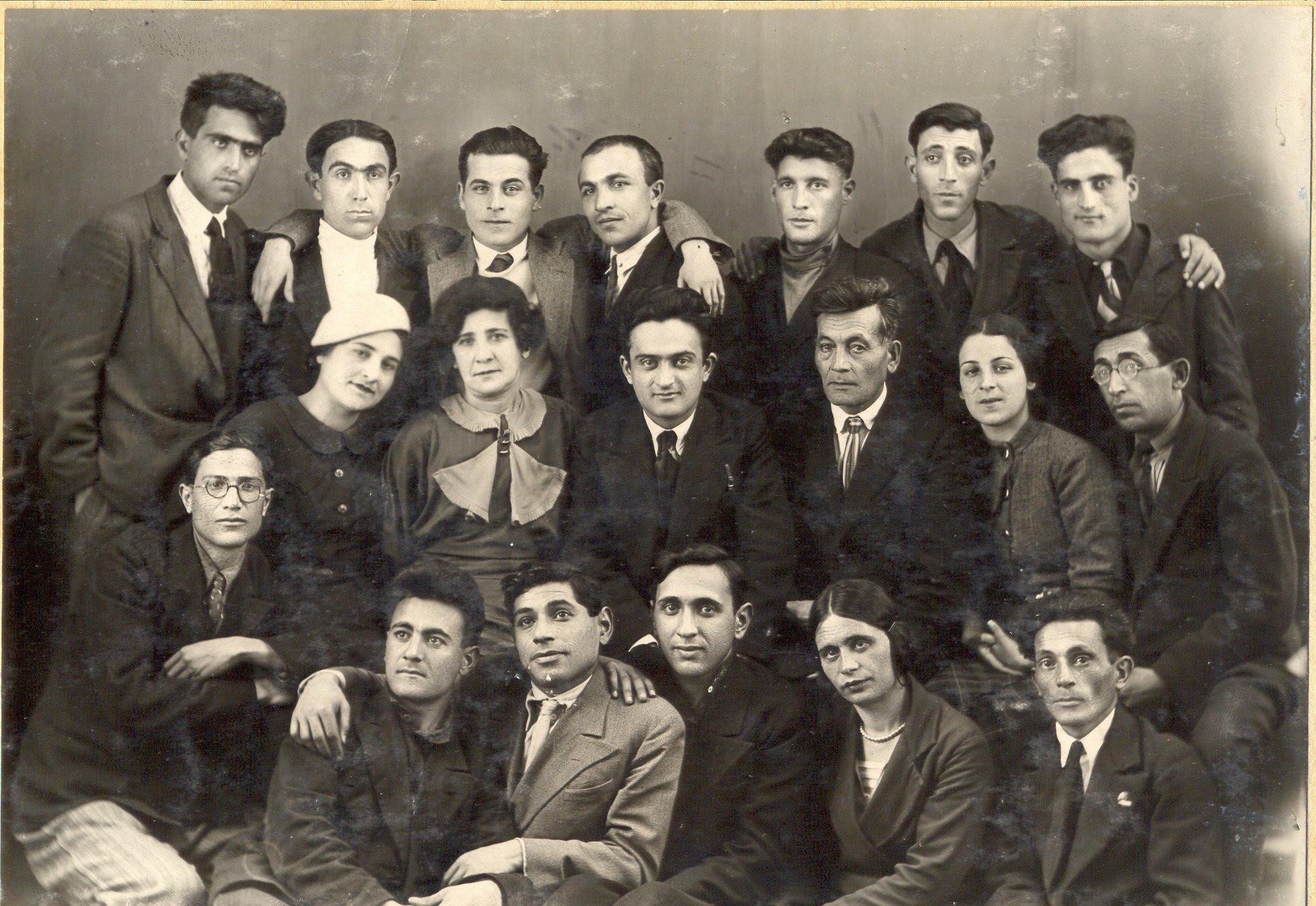
Esibizione della troupe del Yerevan Azeri State Drama Theatre (1937)

Quando scoppiò il conflitto nel Nagorno-Karabakh l'Armenia aveva una vasta popolazione di minoranze azere. I disordini civili nel Nagorno-Karabakh nel 1987 portarono a vessazioni nei confronti degli azeri, alcuni dei quali furono costretti a lasciare l'Armenia. Quelle che erano iniziate come manifestazioni pacifiche a sostegno degli armeni del Nagorno-Karabakh, in assenza di una soluzione favorevole, si trasformarono presto in un movimento nazionalista, manifestandosi con violenze in Azerbaigian, Armenia e Karabakh contro la minoranza della popolazione.
Il 25 gennaio 1988 la prima ondata di rifugiati azeri dall'Armenia si stabilì nella città di Sumgait. Il 23 marzo, il Praesidium del Soviet Supremo dell'Unione Sovietica, ovvero la più alta istituzione dell'Unione, respinse le richieste del Consiglio dei Deputati del Popolo del Nagorno-Karabakh di aderire all'Armenia senza possibilità di appello. Le truppe vennero dispiegate a Yerevan per impedire le proteste contro la decisione. Nei mesi successivi, gli azeri in Armenia furono oggetto di ulteriori vessazioni e costretti a fuggire. Nel distretto di Ararat, quattro villaggi vennero bruciati il 25 marzo. L'11 maggio, l'intimidazione con la violenza costrinse molti azeri a migrare in Azerbaigian dalla regione di Ararat in gran numero. Il 7 giugno, gli azeri vennero sfrattati dalla città di Masis, vicino al confine armeno-turco, e il 20 giugno dello stesso mese altri cinque villaggi azeri furono ripuliti nella regione dell'Ararat. Un'altra grande ondata si verificò nel novembre 1988 quando gli azeri vennero espulsi dai nazionalisti e dalle autorità locali o statali o fuggirono temendo per la propria vita. Molti morirono nel processo, a causa di isolati attacchi armeni o di condizioni avverse. A causa della violenza esplosa nel novembre 1988, 25 azeri furono uccisi, secondo fonti armene (di questi 20 durante il pogrom di Gugark); e 217 (compresi quelli che morirono a causa di condizioni meteorologiche estreme durante la fuga), secondo fonti azere.
Nel 1988-1991, i restanti azeri furono costretti a fuggire principalmente in Azerbaigian. È impossibile determinare il numero esatto della popolazione degli azeri in Armenia al momento dell'escalation del conflitto poiché durante il censimento del 1989 la migrazione forzata degli azeri dall'Armenia era già in corso. La stima dell'UNHCR è di 200.000 persone.

## Situazione attuale

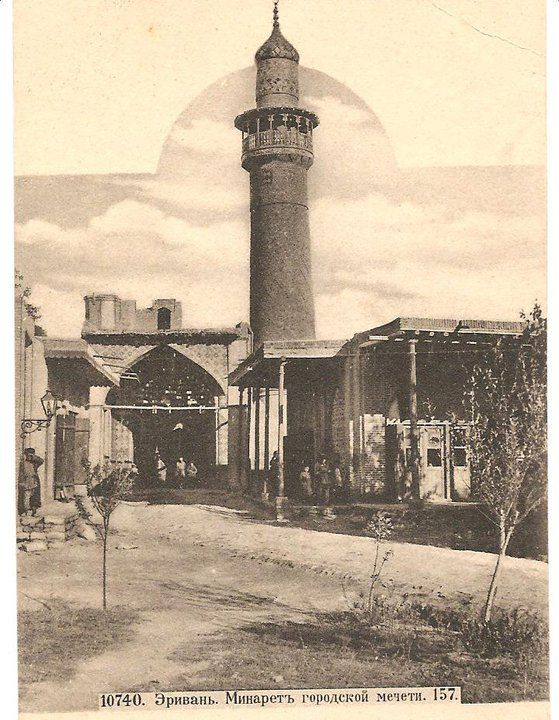
Minareto della moschea urbana di Erivan

Con la partenza degli azeri, non solo la vita culturale azera in Armenia cessò di esistere, ma le sue tracce venivano cancellate dalla storia, secondo il giornalista Thomas de Waal. Nel 1990 una moschea situata in Via Vardanants fu demolita da un bulldozer. Un altro sito islamico, la Moschea Blu (dove la maggior parte dei fedeli era azera dal 1760) da allora è stata spesso definita la "moschea persiana" con l'intenzione di liberare l'Armenia dalle tracce azere con un "gioco di prestigio linguistico", secondo le parole di de Waal. I nomi geografici di origine turca furono cambiati in massa in quelli che suonavano armeni (oltre a quelli continuamente cambiati dagli anni '30 in poi una misura vista da alcuni come un metodo per cancellare dalla memoria popolare il fatto che i musulmani un tempo costituivano una parte sostanziale della popolazione locale. Secondo lo studio di Husik Ghulyan, nel periodo 2006-2018, più di 7700 nomi geografici turchi che esistevano nel paese furono cambiati e sostituiti da nomi armeni. Quei nomi turchi erano per lo più posti in aree che in precedenza erano fortemente popolate da azeri, vale a dire nelle regioni di Gegharkunik, Kotayk e Vayots Dzor e alcune parti delle regioni di Syunik e Ararat.
Nel 2001, lo storico Suren Hobosyan dell'Istituto armeno di archeologia ed etnografia ha stimato che vi erano da 300 a 500 persone di origine azera che vivevano in Armenia, per lo più discendenti di matrimoni misti, con solo 60-100 di origine azera. In un caso di studio anonimo di 15 persone di origine azera (13 di origine mista armeno-azera e 2 di ascendenza azera completa) condotto nel 2001 dall'Organizzazione internazionale per le migrazioni con l'aiuto dell'Associazione sociologica armena non governativa a Yerevan, Meghri, Sotq (ex Zod) e Avazan (ex Göysu), 12 intervistati hanno affermato di aver nascosto il più possibile le loro radici azere pubblicamente e solo 3 hanno affermato di essersi identificati come azeri. 13 intervistati su 15 hanno riferito di essere cristiani e nessuno ha riferito di essere musulmano.
Alcuni azeri continuano a vivere in Armenia fino ad oggi. Le statistiche ufficiali suggeriscono che ci siano 29 azeri in Armenia nel 2001. Hranush Kharatyan, l'allora capo del Dipartimento per le minoranze nazionali e le questioni religiose dell'Armenia, ha dichiarato nel febbraio 2007: